# Metura elongatus
Metura elongatus är en fjärilsart som beskrevs av Saunders 1847. Metura elongatus ingår i släktet Metura och familjen säckspinnare. Inga underarter finns listade i Catalogue of Life.

## Bildgalleri

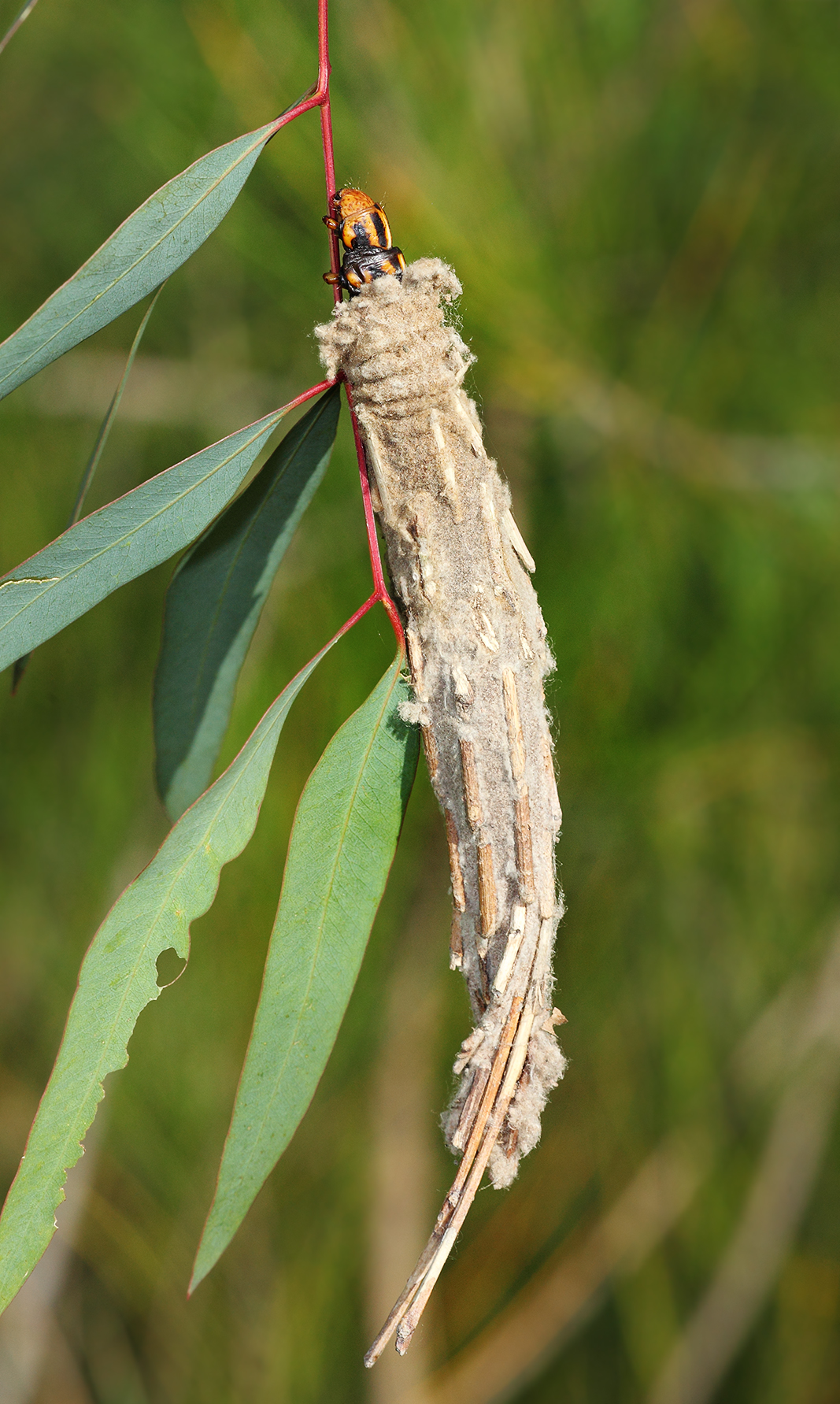
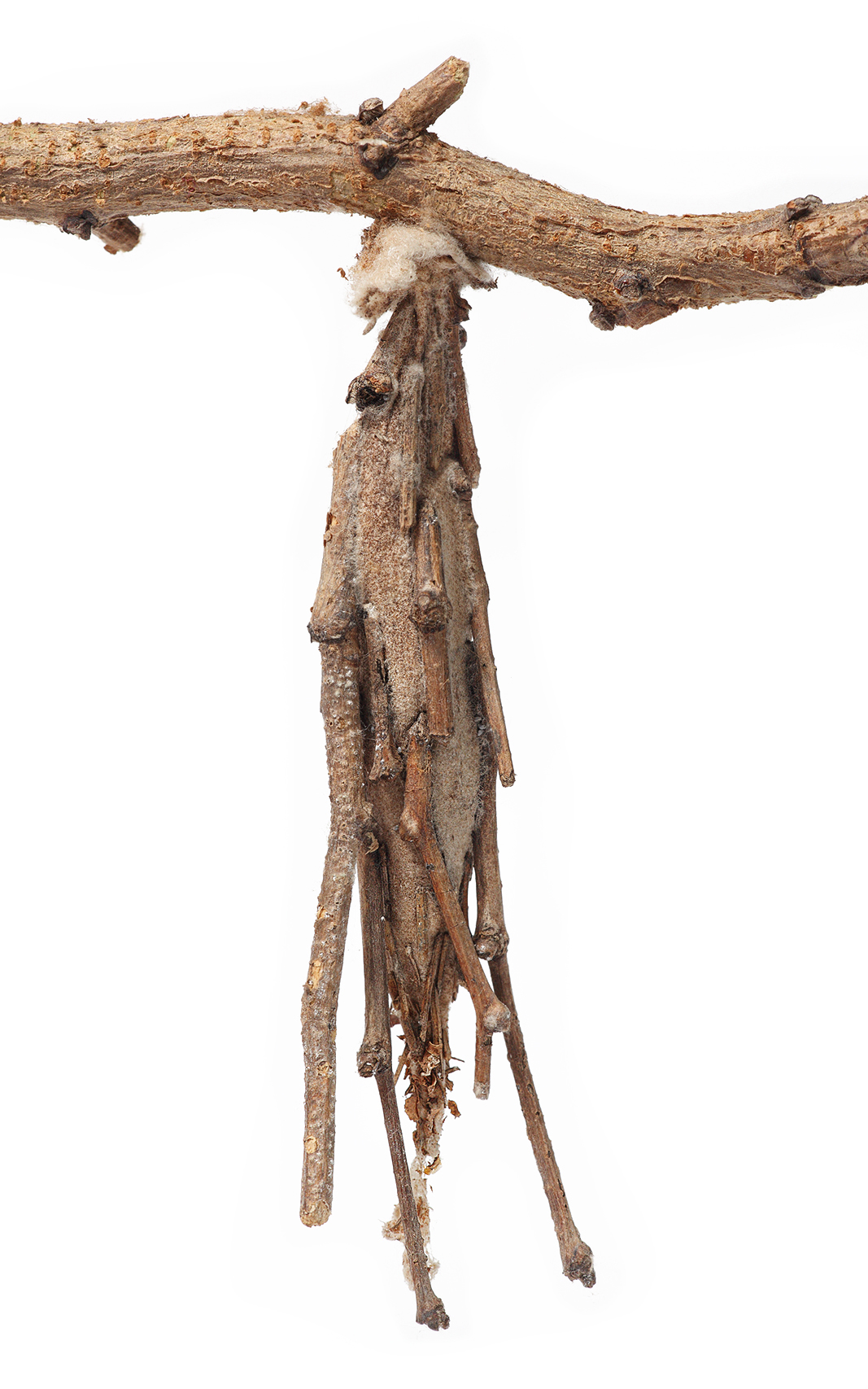
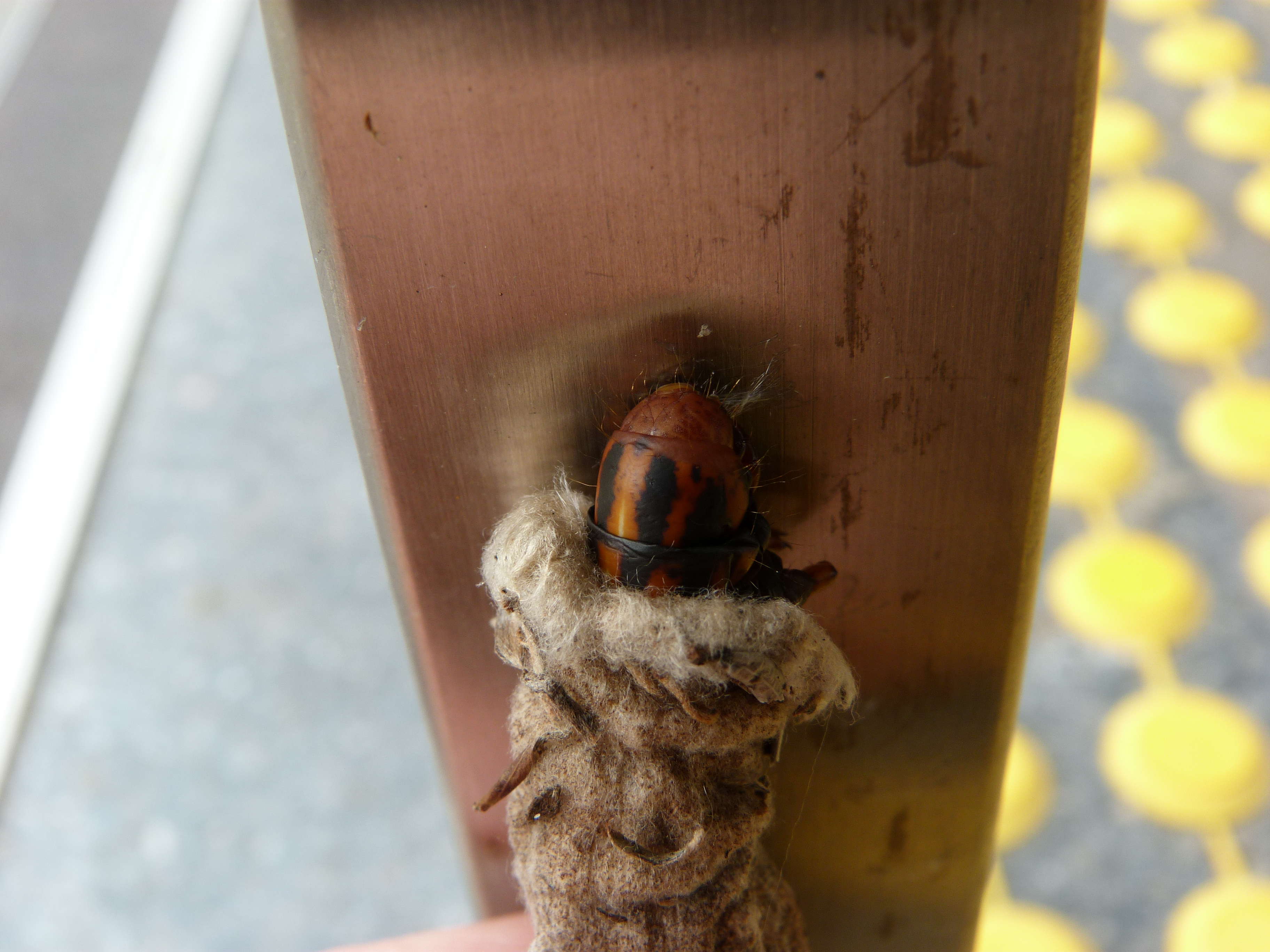
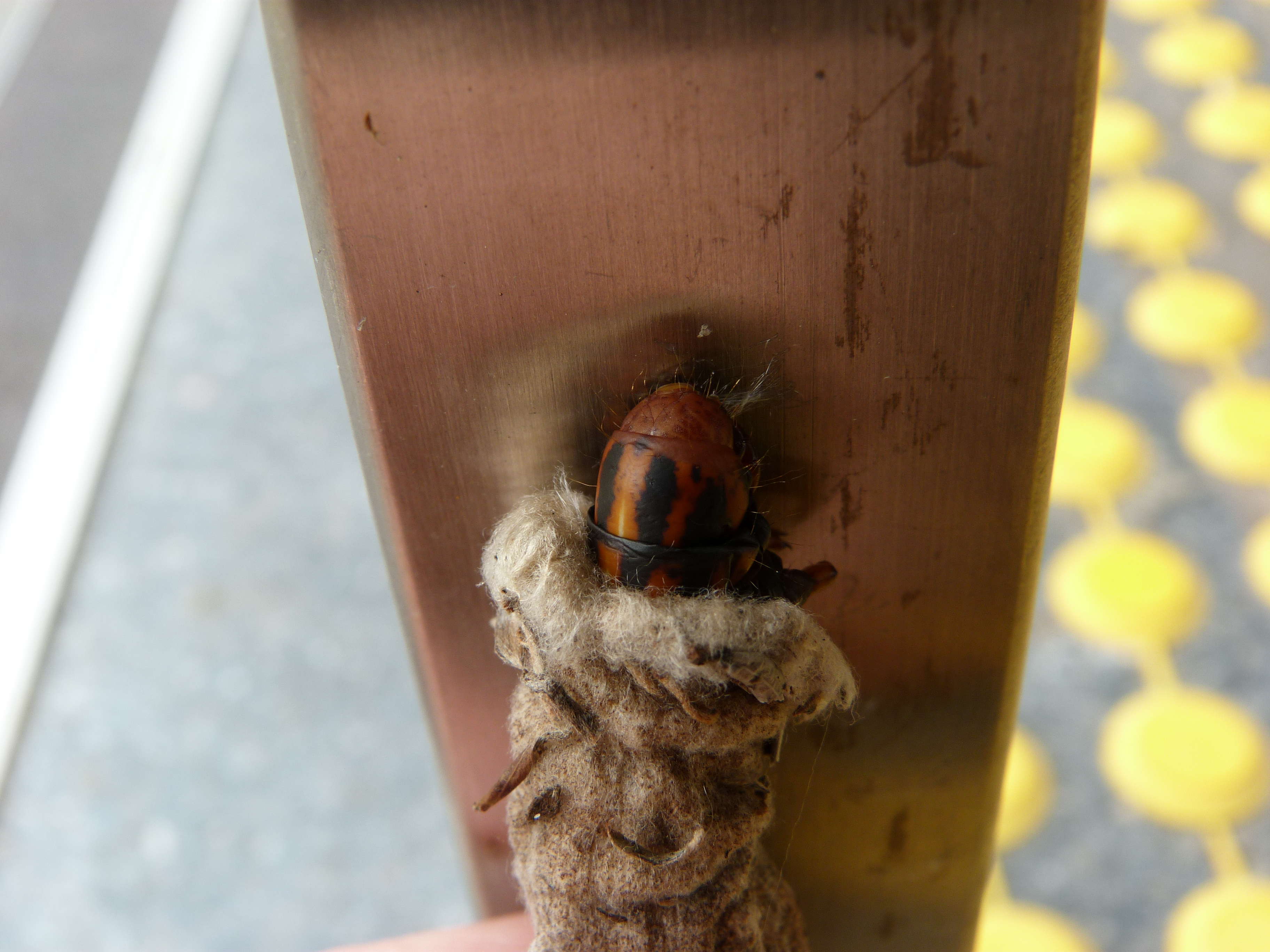